# 클린턴가

클린턴가

클린턴가(영어: Clinton family는 미국 42대 대통령 빌 클린턴(1993-2001)과 67대 미국 국무장관(2009-2013), 뉴욕 상원의원(2001-2009) 및 미국 영부인(1993-2001)과 관련된 아칸소 출신의 미국 정치 가족이다. 그들의 직계 가족은 1993년부터 2001년까지 미합중국의 퍼스트 패밀리였다. 2016년 힐러리 클린턴은 미국 역사상 주요 정당에서 최초로 여성 대통령 후보가 되었다. 클린턴 가족(빌과 힐러리)은 각각 대통령 후보로 지명된 최초의 부부이다. 힐러리는 TV 유명인사, 부동산 개발자, 사업가 도널드 트럼프에 의해 선거에서 패배했다.
이들은 창립자이자 부통령인 조지 클린턴과 그의 조카인 드윗 클린턴 뉴욕 주지사와는 관련이 없다.

## 같이 보기
- 미국의 대통령 목록